# Cellule de Hele-Shaw
 (juillet 2023).
Si vous disposez d'ouvrages ou d'articles de référence ou si vous connaissez des sites web de qualité traitant du thème abordé ici, merci de compléter l'article en donnant les références utiles à sa vérifiabilité et en les liant à la section « Notes et références ».
La cellule de Hele-Shaw est un dispositif expérimental utilisé en hydrodynamique.

## Description
Une cellule de Hele-Shaw consiste en deux plaques de verre très rapprochées l'une de l'autre entre lesquelles on injecte un ou plusieurs fluides. Ce système est utilisé comme modèle bidimensionnel d'un milieu poreux.

## Utilisations

Comparaison entre l'écoulement d'eau, dans une cellule Hele-Shaw, autour d'un demi cylindre et les lignes de courant d'un écoulement potentiel autour d'un cylindre.

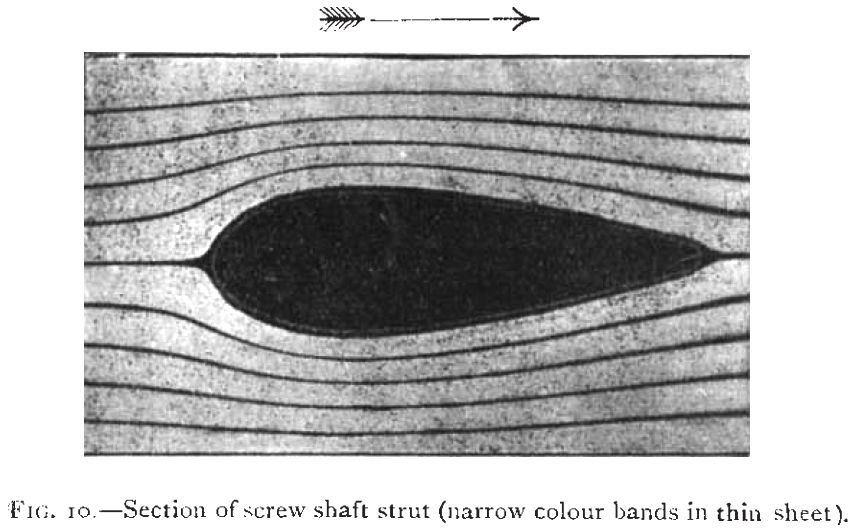
Écoulement de Hele-Shaw autour d'une section de jambe de force supportant le palier d'un arbre d'hélice d'un vaisseau. Cette section peut également être vue comme "la section du navire lui-même".

La cellule de Hele-Shaw a historiquement servi à modéliser le comportement de fluides en mouvement autour d'un obstacle (images ci-contre) ; en effet, les équations mises en jeu dans les écoulements dans une cellule de Hele-Shaw sont identiques à celle gouvernant les écoulements potentiels (c.-à-d. non-visqueux).
Aujourd'hui la cellule de Hele-Shaw est le plus souvent utilisée pour étudier les instabilités hydrodynamiques telles que l'instabilité de Kelvin-Helmholtz, la digitation visqueuse, la digitation de densité ou l'effet Marangoni.